# فلسفة الضوء (كتاب)
فلسفة الضوء، كتاب حرره علي يوسف مأخوذ عن أطروحة رسالة الضوء للعالم الحسن بن الهيثم في علم البصريات.
يتكون الكتاب من فصلين، الأول يسرد الإنجازات العربية في العلوم المختلفة، والثاني ينقل أطروحة الحسن بن الهيثم كما هي.

## أهمية الأطروحة
تكمن أهمية نظرية ابن الهيثم بأن الاعتقاد السائد في ماهية الضوء كان يقوم على فكرة أن الضوء خارج من العين لا داخلاً فيها، أما ابن الهيثم فقد حطم هذا الاعتقاد باعتباره أن الضوء يدخل العين من مصادر الانارة وتحدث الرؤية عندما ينعكس الضوء عن الأجسام ويدخل العين وكان هذا الرأي ثورياً آنذاك.
كما إنه بين أن الضوء يسلك خطوطاً مستقيمة ولا ينحني، وعلل كذلك سبب شفافية بعض الأجسام بأن لها مسامات صغير تمتد بشكل مستقيم لذا ينفذ الضوء من خلالها.